# Cetona
Cetona is een gemeente in de Italiaanse provincie Siena (regio Toscane) en telt 2882 inwoners (31-12-2004). De oppervlakte bedraagt 53,1 km², de bevolkingsdichtheid is 54 inwoners per km².

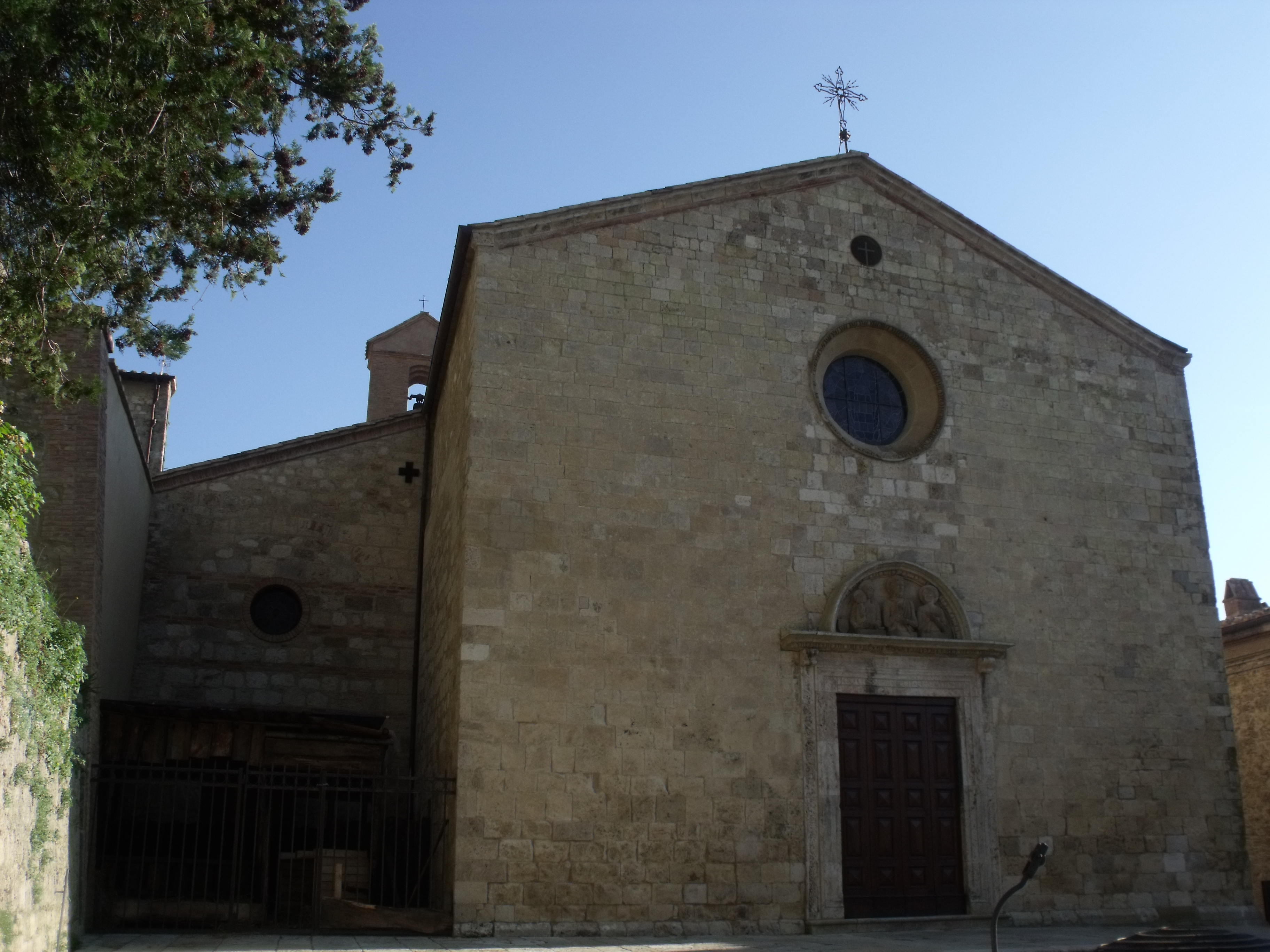
Kerk van de heilige drie-eenheid
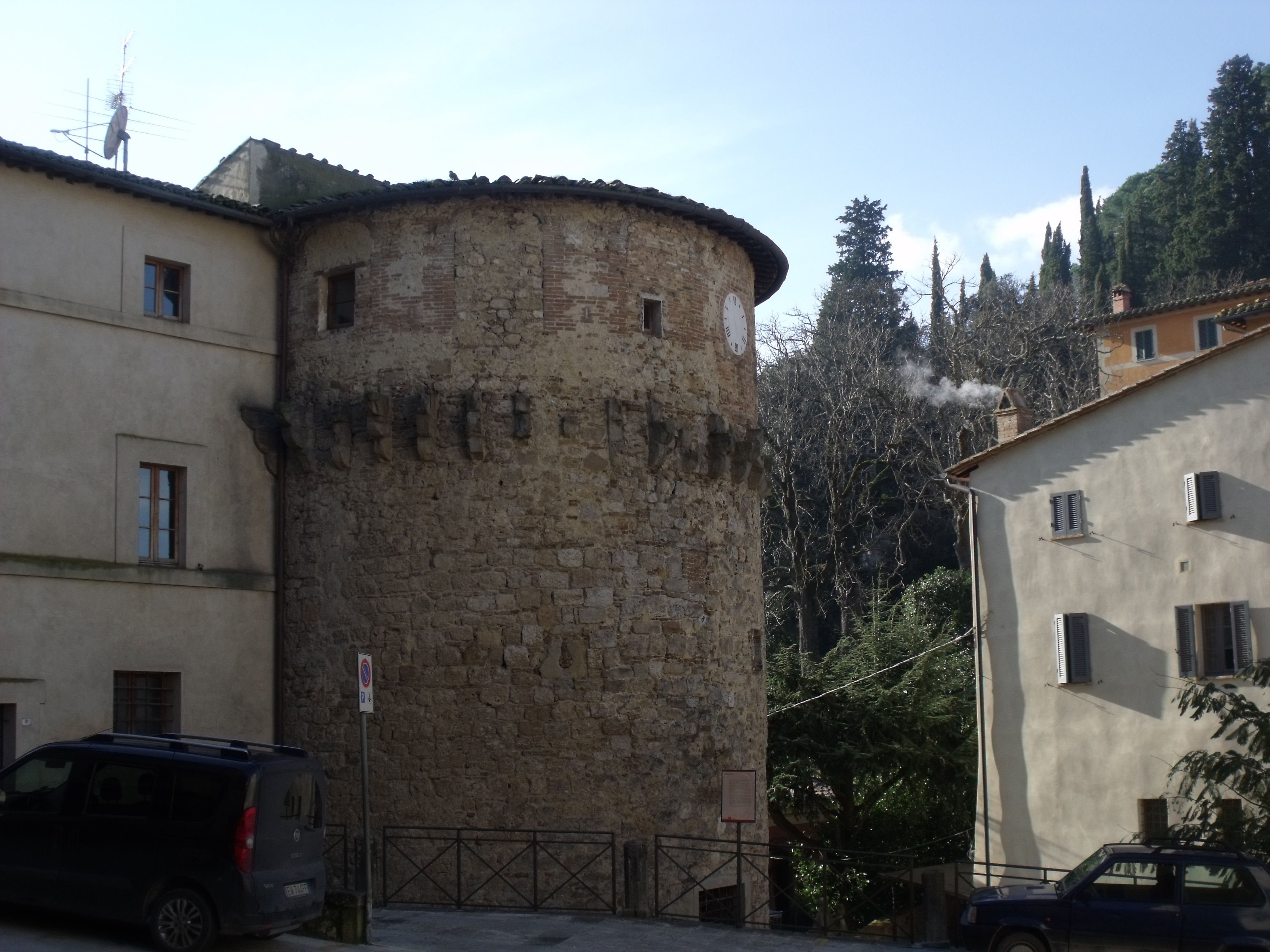
Rivellino
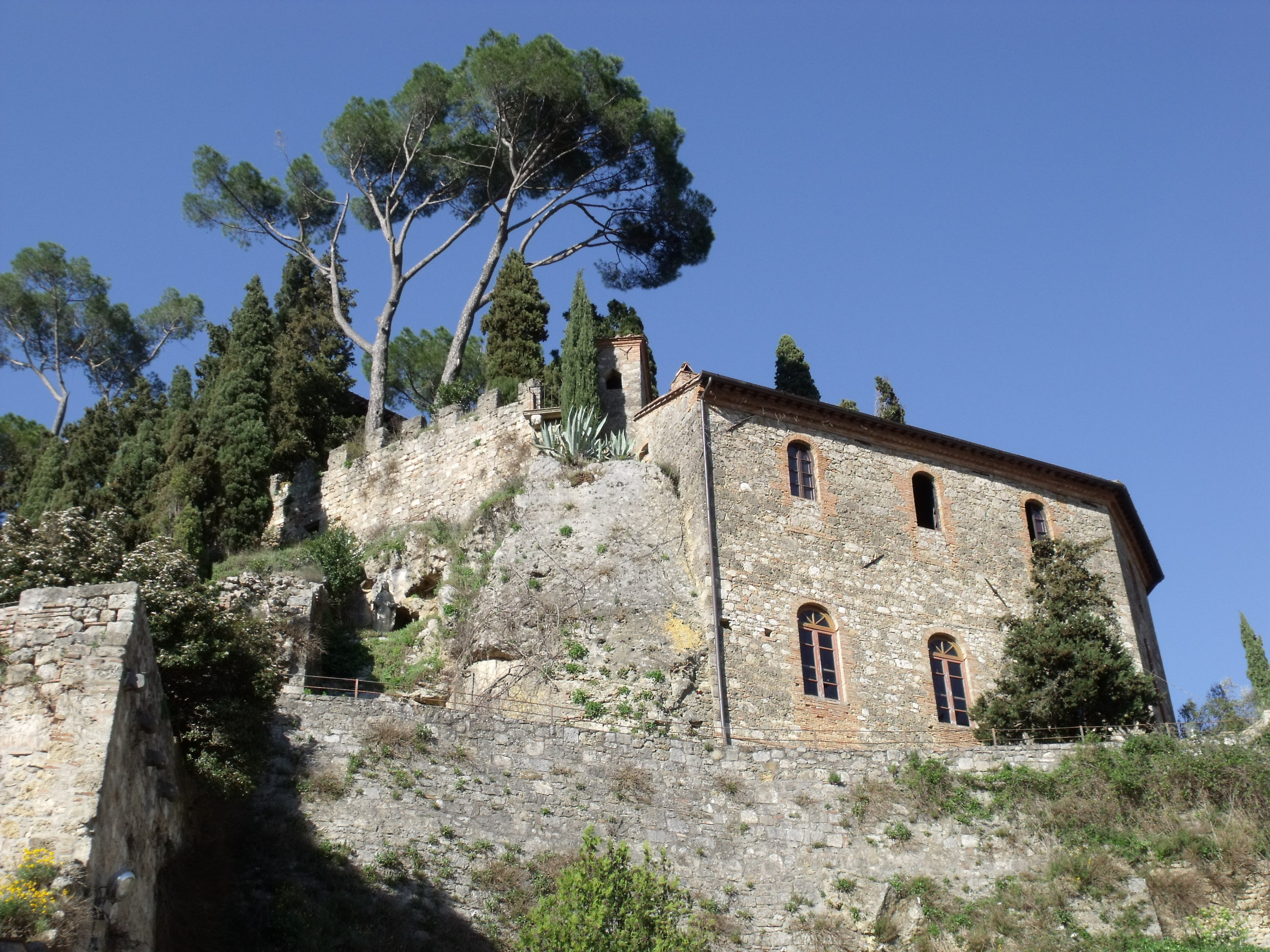
Castello

## Demografie
Cetona telt ongeveer 1175 huishoudens. Het aantal inwoners daalde in de periode 1991-2001 met 5,7% volgens cijfers uit de tienjaarlijkse volkstellingen van ISTAT.
| Jaar | Inwoneraantal |
| ---- | ------------- |
| 1991 | 3028          |
| 2001 | 2854          |

## Geografie
De gemeente ligt op ongeveer 385 m boven zeeniveau.
Cetona grenst aan de volgende gemeenten: Chiusi, Città della Pieve (PG), Fabro (TR), San Casciano dei Bagni, Sarteano.